# 좡샤오옌
좡샤오옌(중국어 간체자: 庄晓岩, 정체자: 莊曉岩, 병음: Zhuāng Xiǎoyán, 한자음: 장효암, 1969년 5월 4일~)은 중화인민공화국의 유도 선수이다. 1992년 하계 올림픽 여자 헤비급에서 금메달을 획득하며 중화인민공화국 최초의 여자 유도 올림픽 금메달리스트가 되었다.

## 같이 보기
- 천중 (태권도 선수)
- 올림픽 유도